# پیزلی
پیزلی (به انگلیسی: Paisley) شهری در اسکاتلند است که در رنفروشر واقع شده‌است. این شهر در سال ۱۹۹۱ میلادی ۷۳٫۹۲۵ نفر جمعیت داشته و در سرشماری سال ۲۰۰۱ جمعیت آن به ۷۴٫۱۷۰ نفر رسیده‌است. میزان رشد سالانهٔ جمعیت پیزلی ‎-۰٫۲۷ درصد می‌باشد و جمعیت این شهر در سال ۲۰۱۲ به ۷۱٫۴۳۰ نفر تغییر یافت.

پیزلی ابی یک کلیسای محلی زیر نظر کلیسای اسکاتلند و در ساحل شرقی وایت کارت واتر در مرکز شهر پیزلی و در حدود ۷ مایلی (۱۱ کیلومتری) غرب گلاسکو واقع است. خاستگاه آن به قرن دوازدهم برمی‌گردد که بر اساس صومعهٔ سابق کلونیاک است. پس از اصلاحات پروتستانی در قرن شانزدهم این کلیسا به کلیسای محلی در اسکاتلند تبدیل شد